# Oberwang
Oberwang  ist eine Gemeinde in Oberösterreich im Bezirk Vöcklabruck im Salzkammergut mit 1765 Einwohnern (Stand 1. Jänner 2024). Die Gemeinde gehörte bis 1. Juli 2013 zum Gerichtsbezirk Mondsee, seither zum Gerichtsbezirk Vöcklabruck.

## Geografie
Oberwang liegt auf 573 m Höhe im Salzkammergut. Die Ausdehnung beträgt von Nord nach Süd 8,6 km, von West nach Ost 9,2 km. Die Gesamtfläche beträgt 38,7 Quadratkilometer, 63 Prozent der Fläche sind bewaldet, 31 Prozent werden landwirtschaftlich genutzt. Durch das Gemeindegebiet verläuft eine Talwasserscheide, nördlich davon fließt der Ruezingbach zur Dürren Ager, südlich davon die Wangauer Ache in einem Bogen zum Mondsee.

### Gemeindegliederung
Das Gemeindegebiet umfasst folgende sechs Ortschaften (Einwohner Stand 1. Jänner 2024):
- Gessenschwandt (199)
- Grossenschwandt (339)
- Oberaschau (239)
- Oberwang (631)
- Radau (175)
- Traschwandt (182)

Die Gemeinde besteht aus den Katastralgemeinden Oberaschau und Oberwang.

### Nachbargemeinden
|                         | Straß im Attergau                           |                     |
| Tiefgraben              | Kompassrose, die auf Nachbargemeinden zeigt | Nußdorf am Attersee |
| Innerschwand am Mondsee | Unterach am Attersee                        |                     |

## Geschichte
Im Jahre 951 wird anlässlich einer Waldschenkung an das Kloster Mondsee der Ortsname „Oberwang“ erstmals urkundlich erwähnt.
Am 15. Januar 1145 wird der Klostervorsteher, Abt Chunrad Bosinlother von Mondsee, nachdem er den Kirchendienst in der Pfarrkirche zu Oberwang versehen hatte, ermordet. Der Leichnam wurde am Tatort verscharrt. An der Stelle, wo Chunrad von seinen Mördern eingegraben wurde, hat eine Wasserquelle den Leichnam herausgebracht. An dieser Stelle befindet sich heute der „Konradbrunnen“.
Ursprünglich im Ostteil des Herzogtums Bayern liegend, kam der Ort mit dem Mondseeland nach dem Landshuter Erbfolgekrieg 1506 zum Erzherzogtum Österreich. Noch im selben Jahr verpfändete Kaiser Maximilian das Mondseeland an den Erzbischof von Salzburg. Erst nach 60 Jahren wurde die Rückkaufklausel geltend gemacht und somit kam das Mondseeland 1565 zum Land Österreich ob der Enns. Während der Napoleonischen Kriege war der Ort zwischen 1809 und 1816 nochmal Bayern zugeschlagen.

### Einwohnerentwicklung

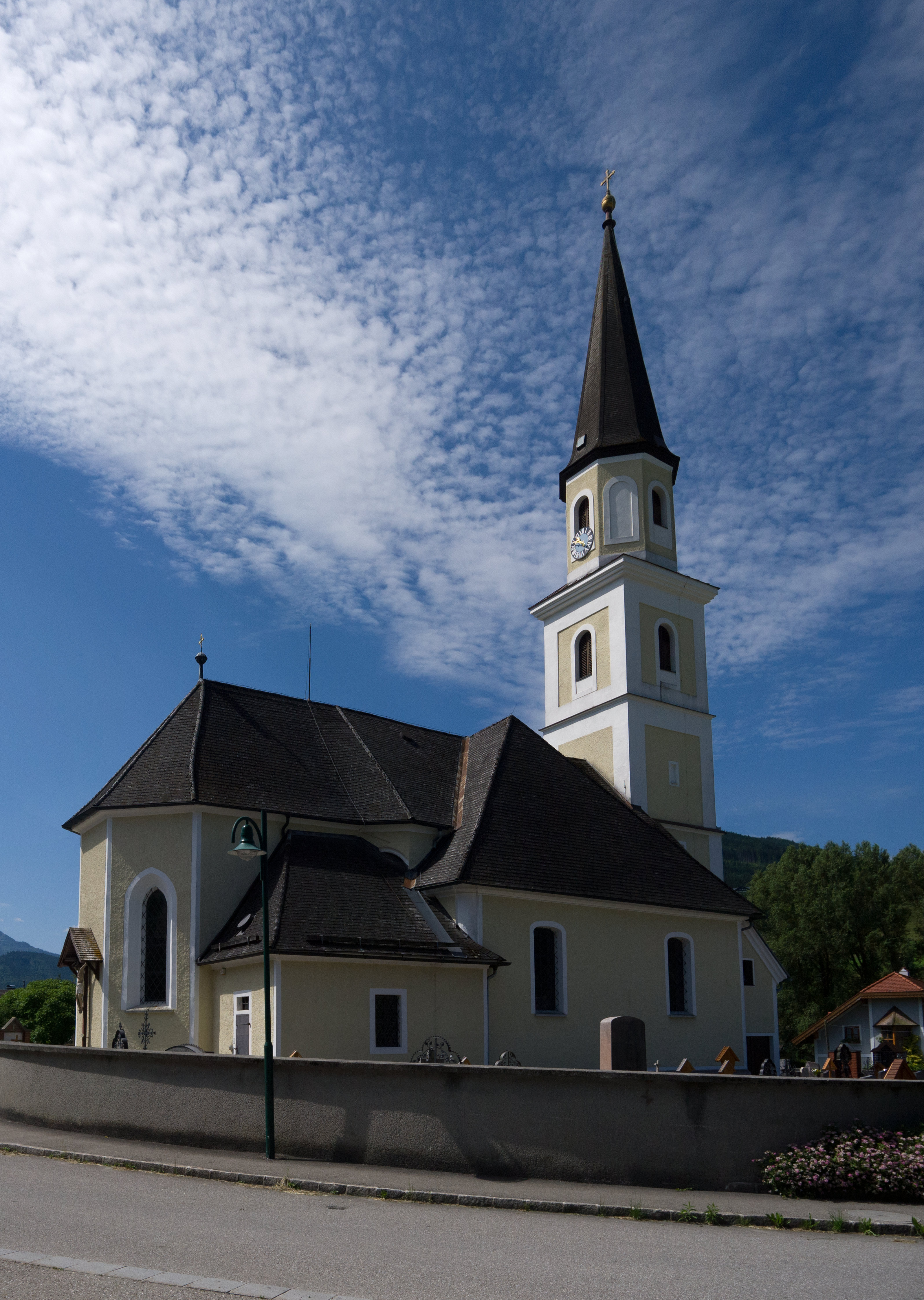
Pfarrkirche Oberwang

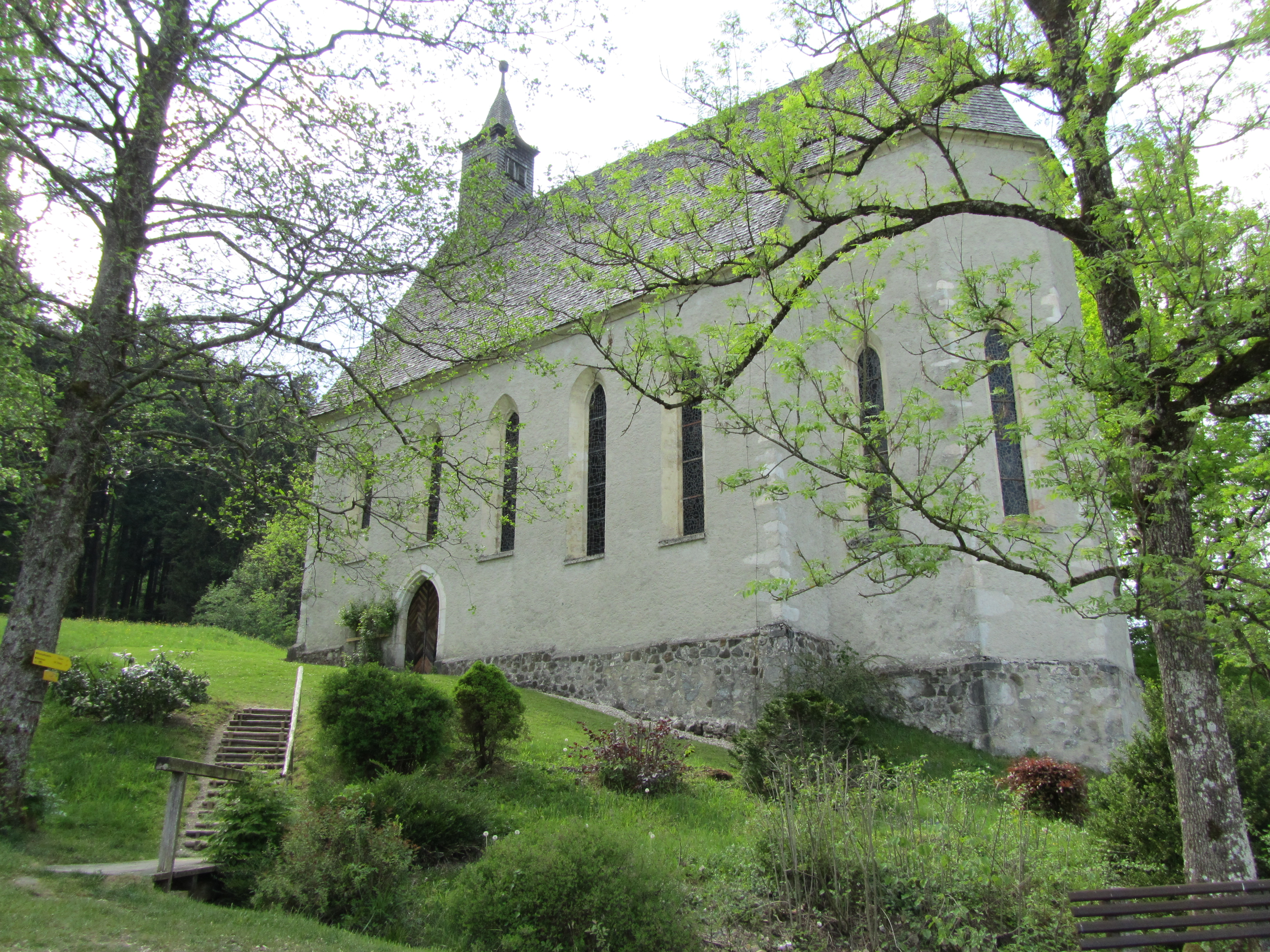
Konradkirche

## Kultur und Sehenswürdigkeiten
- Die Pfarrkirche Oberwang ist dem hl. Kilian geweiht. Der Hochaltar (1707–1708) von Meinrad Guggenbichler stellt die Ermordung des hl. Kilian dar.
- Die Konradkirche aus dem Jahr 1470 ist dem hl. Martin geweiht. Der Altar wurde vermutlich von Hans Waldburger geschaffen. In der Kirche ist jenes Brett zu sehen, auf dem der ermordete Abt Konrad verbrannt werden sollte. Die künstlerische Ausstattung der Kirche mit Glasfenstern und Grabkapellen mit Fresken stammt von der Künstlerin Lydia Roppolt, deren Anliegen die Erhaltung und Ausgestaltung der Konradkirche war.
- Oberwang ist der Heimatort des Fidelen Bauern. Die gleichnamige Operette wurde von Leo Fall aufgrund einer Begegnung mit dem „fidelen“ Bauern – Josef Schossleitner – komponiert.
- Im Sommer 2008 wurde der Themenweg Lebensroas eröffnet.

## Wirtschaft und Infrastruktur

### Wirtschaftssektoren
Von den 117 landwirtschaftlichen Betrieben des Jahres 2010 wurden 54 im Haupt-, 61 im Nebenerwerb und zwei von Personengemeinschaften geführt. Im Produktionssektor arbeiteten 135 der 164 Erwerbstätigen im Bereich Herstellung von Waren. Die wichtigsten Arbeitgeber im Dienstleistungssektor waren die Bereiche Verkehr (59), Handel (52) und öffentliche und soziale Dienste (33 Erwerbstätige).
| Wirtschaftssektor            | Anzahl Betriebe | Anzahl Betriebe | Erwerbstätige | Erwerbstätige |
| Wirtschaftssektor            | 2011            | 2001            | 2011          | 2001          |
| ---------------------------- | --------------- | --------------- | ------------- | ------------- |
| Land- und Forstwirtschaft 1) | 117             | 134             | 93            | 116           |
| Produktion                   | 31              | 17              | 164           | 145           |
| Dienstleistung               | 71              | 40              | 184           | 120           |

1) Betriebe mit Fläche in den Jahren 2010 und 1999
| Von den 846 Erwerbstätigen, die 2011 in Oberwang lebten, arbeiteten 292 in der Gemeinde, rund zwei Drittel pendelten aus. Durch die Gemeinde verläuft die West Autobahn A1. | Hier fehlt eine Grafik, die leider im Moment aus technischen Gründen nicht angezeigt werden kann. Wir arbeiten daran! |

## Politik
Der Gemeinderat hat 19 Mitglieder.
- Mit den Gemeinderats- und Bürgermeisterwahlen in Oberösterreich 1997 hatte der Gemeinderat folgende Verteilung: 15 ÖVP, 3 FPÖ und 1 SPÖ.
- Mit den Gemeinderats- und Bürgermeisterwahlen in Oberösterreich 2003 hatte der Gemeinderat folgende Verteilung: 15 ÖVP, 2 FPÖ und 2 SPÖ.
- Mit den Gemeinderats- und Bürgermeisterwahlen in Oberösterreich 2009 hatte der Gemeinderat folgende Verteilung: 15 ÖVP und 4 FPÖ.
- Mit den Gemeinderats- und Bürgermeisterwahlen in Oberösterreich 2015 hatte der Gemeinderat folgende Verteilung: 13 ÖVP und 6 FPÖ.
- Mit den Gemeinderats- und Bürgermeisterwahlen in Oberösterreich 2021 hat der Gemeinderat folgende Verteilung: 12 ÖVP, 4 FPÖ und 3 GRÜNE.[8]

### Bürgermeister
Bürgermeister seit 1850 waren:
- 1850–1855 Kilian Dilbacher
- 1855–1858 Johann Lametschwandner
- 1858–1861 Mathias Lettner
- 1861–1864 Franz Wildroither
- 1864–1867 Mathias Grubinger
- 1867–1870 Kilian Wildroither
- 1870–1873 Matias Mairhofer
- 1873–1876 Josef Strobl
- 1876–1879 Mathias Haslinger
- 1879–1882 Michael Dorfinger
- 1882–1885 Mathias Knoblechner
- 1885–1894 Josef Putz
- 1894–1897 Mathias Wildroither
- 1897–1900 Michael Steinbichler
- 1900–1903 Anton Stabauer
- 1903–1906 Mathias Mayrhauser
- 1906–1909 Johann Knoblechner
- 1909–1912 Georg Kreuzer
- 1912–1919 Josef Mayr
- 1919–1924 Josef Reichl
- 1924–1929 Matthias Schindlauer
- 1929–1933 Jakob Reichl
- 1933–1942 Franz Hupf
- 1942–1945 Wolfgang Putz
- 1945–1945 Franz Hupf
- 1945–1955 Martin Knoblechner
- 1955–1967 Johann Leitner
- 1967–1973 Josef Kalleitner
- 1973–1997 Peter Pramberger
- 1997–2003 Fritz Hofinger
- 2003–2015 Wilhelm Waldl (ÖVP)
- seit 2015 Matthias Hausleithner (ÖVP)

### Wappen
Blasonierung: „Gespalten; rechts in Grün eine silberne, aufrechte, rechte Hirschstange, links in Silber ein grüner Palmzweig.“
Die Gemeindefarben sind Weiß-Grün.
Die Hirschstange im 1979 verliehenen Gemeindewappen gilt als Hinweis auf die Bedeutung der Jagd im Rahmen der Wald- und Forstwirtschaft in dieser Gemeinde, während der Palmzweig als Attribut des Pfarrpatrons St. Kilian für die frühe Christianisierung dieses Gebietes um das 748 gegründete Benediktinerkloster Mondsee steht.

## Persönlichkeiten

### Mit der Gemeinde verbundene Persönlichkeiten
- Jakob Reimer (1877–1958), Abt des Stiftes St. Peter 1931–1956
- Lydia Roppolt (1922–1995), Künstlerin